# M1-helm

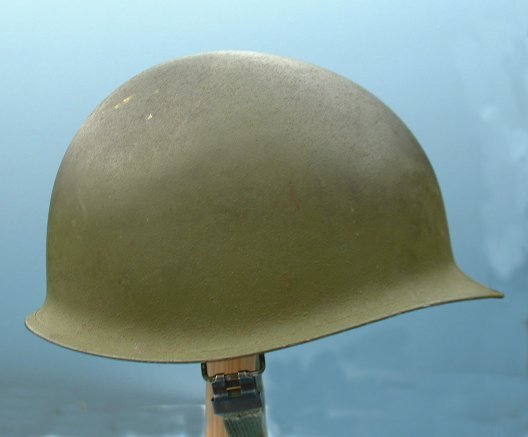
M1-helm

De M1-helm is een stalen gevechtshelm die tussen 1941 en 1985 werd gebruikt door het Amerikaanse leger, onder andere tijdens de Tweede Wereldoorlog, de Koreaanse Oorlog en de Vietnamoorlog.
De M1-helm was onderdeel van de gevechtsuitrusting van militairen van alle krijgsmachtonderdelen en werd een icoon van het Amerikaanse leger. Zijn bijnaam was "Steel Pot" (kookpan, kookpot).
Het model werd na de Tweede Wereldoorlog door krijgsmachten over de hele wereld gekopieerd. Het werd ook de standaard-gevechtshelm van de NAVO.

## Geschiedenis
Vanaf 1917 gebruikte het Amerikaanse leger een plaatselijk geproduceerde versie van de Britse Brodie Mk I-helm, die Helmet, M1917 werd genoemd.
De M1917-helm was gemaakt van mangaanstaal met een vast binnenwerk en een leren kinriem met schuifgesp. Het binnenwerk van leder en vilt en bood niet veel comfort. De M1917 was olijfgroen geverfd. De verf had een antireflecterende textuur door de toevoeging van zaagsel. In 1934 werd de M1917A1 of Kellyhelm geïntroduceerd, een verbeterde versie met een nieuw lederen binnenwerk dat was voorzien van met haar gevulde 'kussentjes' en een tweedelige singelband als kinriem met koperen haak-en-oogsluiting.:p114. Een kleine moer aan de top van de helm hield het binnenwerk op zijn plaats. De M1917A1 weegt 1,1 kg.
Het M1917-model, ontworpen om militairen in loopgraven tegen vallende granaatscherven en splinters te beschermen, voldeed niet op het moderne slagveld. In 1940 werkte een onderzoeksteam van het Amerikaanse leger in Fort Benning in Columbus (Georgia), onder leiding van majoor Harold G. Sydenham, aan een nieuw ontwerp voor een tweedelige helm die de drager veel meer bescherming bood dan de M1917A1.
Onderzoek wees uit dat de ideaal gevormde helm een koepelvormige bovenkant heeft en de contouren van het hoofd volgt. Daarnaast moet de voorkant naar voren uitsteken om het voorhoofd te beschermen zonder het zicht te belemmeren, moeten de zijkanten zo ver mogelijk omlaag lopen zonder het gebruik van het geweer of andere wapens te hinderen en moet de achterkant zo laag mogelijk zijn zonder dat de helm naar voren wordt geduwd wanneer de drager op zijn buik ligt. Om ervoor te zorgen dat regen niet in de kraag lekt, zou de onderrand rondom wat naar buiten gebogen moeten zijn.:p933
De eerste M1-helmen van mangaanstaal werden gemaakt door de McCord Radiator Company uit Detroit, terwijl de binnenhelm van geperste palmvezel werd gemaakt door de Hawley Products Company uit Geneva. Op voorstel van generaal George Patton werd het binnenwerk van de binnenhelm overgenomen van een ontwerp van John T. Riddell. Riddell had in 1940 de eerste plastic American footballhelm ontwikkeld, met een binnenwerk dat verhoogd en verlaagd kon worden door een veter midden bovenin losser of strakker dicht te knopen.
Een aantal prototypen werd getest en de helm bleek ruimschoots te voldoen aan de gestelde eisen. In juni 1941 werd de helm goedgekeurd als Helmet, Steel, M1.:p117-118:p933-934:p25 Direct daarna ging hij in massaproductie.:p933-934

## Ontwerp

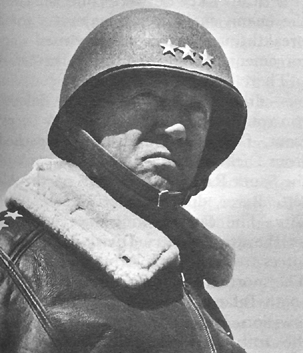
Generaal George Patton met M1-helm

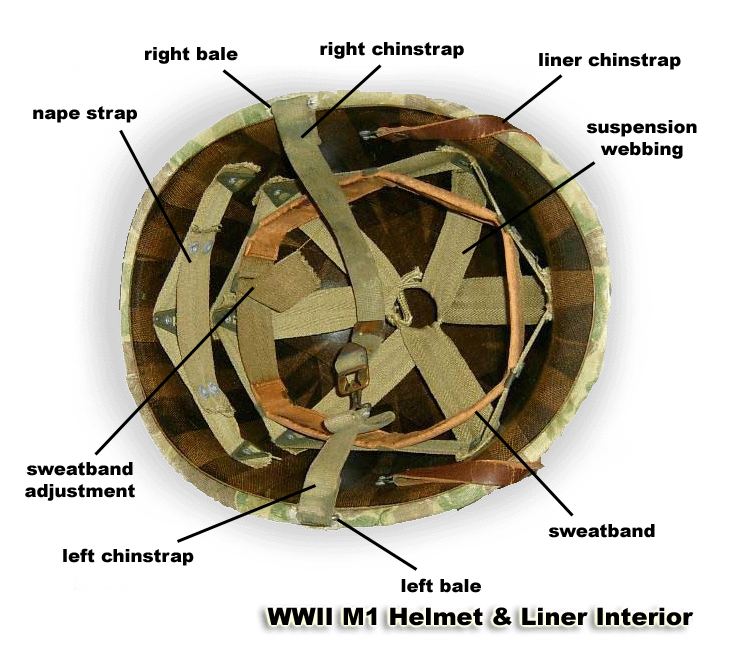
Binnenkant van een M1-binnenhelm

De Amerikaanse M1-helm bestaat uit een stalen buitenhelm met vaste tweedelige kinriem en een kunststof binnenhelm met afneembare kinriem en verstelbaar binnenwerk dat om het hoofd sluit. Een voordeel van een tweedelige helm is dat er geen gaten in de stalen buitenhelm gemaakt hoeven te worden voor de klinknagels waarmee het binnenwerk vastzit. Gaten verzwakken de ballistische bescherming.

De buitenhelm wordt niet gedragen zonder binnenhelm. Andersom kan de binnenhelm wel gedragen worden zonder buitenhelm, en dan biedt hij bescherming tegen vallende objecten en tegen stoten, vergelijkbaar met een bouwhelm.

Het gewicht van de eerste M1-helmen was ongeveer 1,3 kg, inclusief binnenhelm en kinriem.

### Buitenhelm
De M1-buitenhelm is gemaakt van mangaanstaal. Alle helmen hebben dezelfde maat. De buitenhelm is 18 cm diep, 24 cm breed en 28 cm lang. De dikte is 3,2 mm (1/8 inch). Hij wordt in één stuk geperst uit een metalen plaat, waarna en een dunne stalen bies om de rand gekrompen wordt. Aan beide zijden is een metalen beugel bevestigd; aan elk wordt een deel van de tweedelige kinriem met een T1-veiligheidssluiting bevestigd. De helmen werden dof olijfgroen gespoten, waarbij de buitenkant opgeruwd werd, eerst met fijn kurkpoeder en later met zand.
De vorm van de buitenhelm leidde tot een aantal nieuwe, oneigenlijke, toepassingen: de helm kon bijvoorbeeld worden gebruikt als schep, hamer, wasbak en emmer, en zelfs als kookpot, hoewel dat werd afgeraden omdat het de metaallegering broos zou maken. Ook was hij hoog genoeg om enigszins comfortabel te zitten, ook met de binnenhelm erin.

### Binnenhelm
De eerste binnenhelmen waren gemaakt van geperst karton, latere van geperste palmvezel, geperste repen kunststof ('laminaat') en plastic. De binnenhelm past strak in de buitenhelm. In de binnenhelm is met zes halfholle klinknagels een binnenwerk van verstelbare banden bevestigd dat op het hoofd rust. Het binnenwerk is voorzien van een zweetband. Aan de achterkant is met drie extra halfholle klinknagels een riempje aangebracht dat neksteun biedt. Aan de binnenkant van de binnenhelm is aan weerszijden met een extra halfholle klinknagel een bevestigingspen voor een eigen kinriem bevestigd. De vlakke ronde koppen van de klinknagels zijn aan de buitenzijde van de binnenhelm zichtbaar.
Als de binnenhelm samen met de buitenhelm gedragen wordt, wordt de kinriem van de binnenhelm over de voorzijde van de helm gelegd, of onder de helm achter het hoofd langs gelegd, als nekriem. De eerste binnenhelmen waren van geperst papier, maar deze werden al snel vervangen door kunststof exemplaren.
De binnenhelm werd vaak zonder buitenhelm gedragen door de militaire politie (in het wit), schietbaanpersoneel, bij wachtdiensten en bij militaire ceremonies en parades.

## Draagwijze
Kinriem

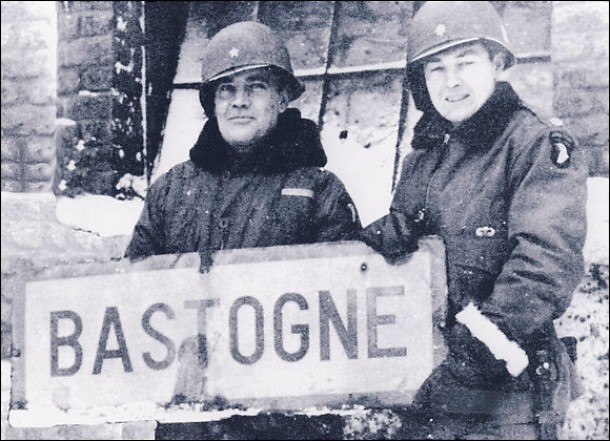
Gen. Anthony C. McAuliffe (l) en kol. Harry W.O. Kinnard II in Bastogne. Voorop hun helm is hun rangonderscheidingsteken aangebracht

Veel Amerikaanse soldaten droegen de kinriem van de buitenhelm vaak los, of legden deze om de achterzijde van de helm. De belangrijkste reden hiervoor was omdat een vijand die van achteren aanviel, de helm zou kunnen pakken en, als de kinband werd gedragen, het hoofd naar kon trekken en zo slachtoffer uit evenwicht kon brengen. Daarnaast geloofden veel mannen ten onrechte dat explosie dichtbij de helm weg zou kunnen blazen en de kinriem, ondanks de T1-veiligheidssluiting, de nek van de drager zou breken.
Rangonderscheidingstekens
Amerikaanse officieren droegen voorop hun helm hun rangonderscheidingsteken.
Functie-emblemen
Gedurende de landingen in Normandië droegen bij sommige eenheden officieren een helm met een verticale lijn op de achterzijde. Onderofficieren hadden een horizontale lijn achterop hun helm. De streep was vaak wit, maar ook minder opvallende kleuren werden gebruikt, zoals geel of lichtgroen. Door deze “leadership stripe” of "follow me stripe" konden manschappen hun officieren en onderofficieren tijdens gevechtsoperaties gemakkelijk herkennen, terwijl de vijand (die zich meestal vóór je bevindt) dat niet ziet. De strepen verdwenen kort na Normandië weer.
Medisch personeel schilderde aanvankelijk geen Rode Kruis-symbool op hun helmen. Toen ze zich realiseerden dat herkenbaar medisch personeel door de Duitsers (meestal) niet beschoten zou worden. werden de helmen voorzien van rode kruizen, vaak in witte cirkels.
Sommige officieren schilderden hun ranginsignes in wit of zwart op de voorkant van hun helmen, terwijl anderen juist de opvallendste rangonderscheidingstekens van hun uniformen verwijderden om sluipschuttervuur te vermijden. Aalmoezeniers en predikanten droegen in plaats van een ranginsigne een latijns kruis (✝) voorop hun helm.
Onderdeelsemblemen
Tijdens de Tweede Wereldoorlog en ook daarna werden op de helmen vele verschillende emblemen aangebracht. Bijvoorbeeld divisie-, regiments-, of bataljonsemblemen.
Op D-Day zou de Amerikaanse 101e Luchtlandingsdivisie in Normandië landen, waarbij de troepen verspreid zouden raken over een groot gebied. Om te groeperen was het nodig elkaar gemakkelijk te kunnen herkennen. Daarom had ieder onderdeel van de divisie een ander symbool op hun helmen. De vier infanterieregimenten 501, 502 en 506 PIR en 327 GIR droegen resp. een ruit (♦), hart (♥), schoppen (♠) en klaver (♣). De veldartillerieafdelingen droegen een cirkel (⚫︎); het luchtdoelartilleriebataljon een driehoek (▲); het geniebataljon de letter ‘E’ (Engineers); de geneeskundige compagnie een Geneefs kruis (✚) en overig personneel een vierkant (■). Tegenwoordig gebruikt de 101e Luchtlandingsdivisie nog steeds deze helmsymbolen. Andere eenheden namen deze werkwijze over, vaak met andere symbolen.
US Army Rangers van het 2e en 5e Rangerbataljon schilderden een oranje ruit op de achterkant van hun helmen. Binnen deze ruit stond in zwart het cijfer dat hun bataljon aanduidde.
Marine-eenheden die tijdens D-Day op de stranden zouden opereren, schilderden een brede grijze band om hun helmen, zodat ze herkenbaar waren als marinepersoneel.

### Helmnet, helmovertrek en helmband
Over de M1-helm wordt vaak een helmnet en/of helmovertrek aangebracht. Hiermee wordt de ronde vorm en de glans van de helm verborgen. Bovendien kan er ander camouflagemateriaal aan bevestigd worden, bijvoorbeeld stroken stof, gras, takken of bladeren.

De helmovertrek voor de M1-helm is gemaakt van 4-6 driehoekige (of 2 halfronde) stukken stof die aan elkaar gestikt zijn en zo een koepel vormen in de vorm van de helm. De onderrand bestaat uit een aantal flappen, die in de buitenhelm gevouwen worden, waarna de binnenhelm er in gedaan wordt en zo de helmovertrek vastklemt. Er zijn overtrekken in allerlei verschillende kleuren en camouflagepatronen. Sommige helmovertrekken zijn voorzien van gaten waarachter camouflagemateriaal gestoken kan worden.
Meestal wordt er om de helmovertrek en/of het helmnet een elastische helmband gedaan, waarachter extra camouflagemateriaal gestoken kan worden, en die de helmovertrek en/of het helmnet beter op zijn plaats houdt.

## Gebruik

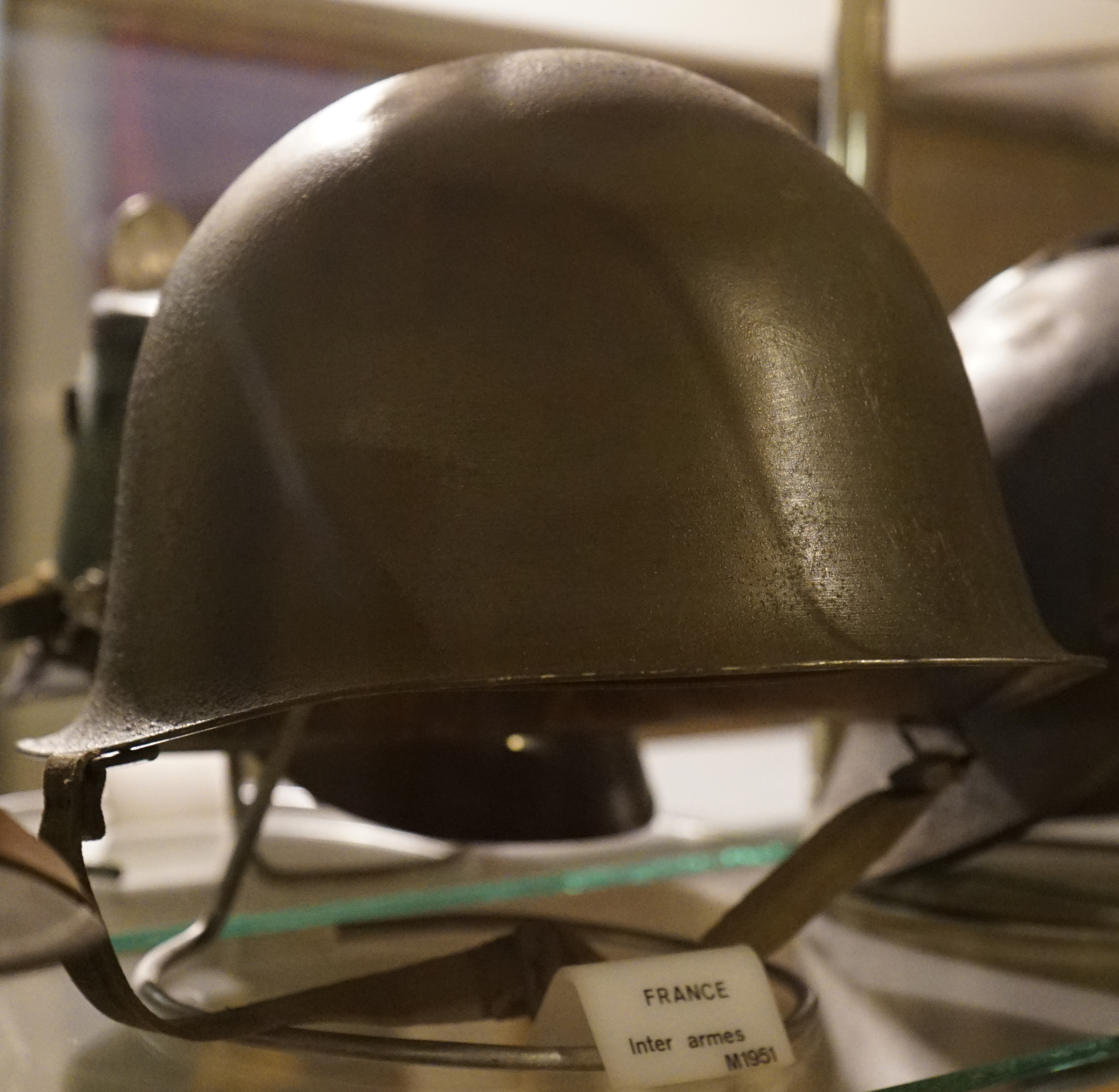
De Franse M51-OTAN-helm

De M1-helm werd gebruikt door de United States Army van 1941 tot halverwege de jaren ‘80, toen hij werd vervangen door de PASGT-helm (PASGT = Personnel Armor System for Ground Troops) die een betere ergonomie en betere ballistische bescherming bood.
De M1-helm werd in de jaren ‘50 de standaard NAVO-helm, en veel Europese NAVO-landen voerden hun eigen lokaal geproduceerde versie van de M1-helm in. Van de meeste weken de afmetingen enigszins af van de oorspronkelijke helm. Ook werden er andere binnenwerken en kinriemen gebruikt. De Nederlandse versie staat bekend als helm M53, en de Belgische als helm/casque M51. De Deense varianten heten Stålhjelm m/48 en Stålhjelm m/63, de Noorse Stålhjelm M58 en de Oostenrijkse M58 Stahlhelm 2 und Innenhelm 2 en M75 Stahlhelm 1 und Innenhelm 1 De eerste Duitse versie heette Gefechtshelm of Stahlhelm M56. In 1958 voerde de Duitse Bundeswehr een nieuwe versie in met vaste binnenhelm; de Gefechtshelm of Stahlhelm M 1A1; verschillende versies daarvan met verschillend binnenwerk zijn M60, M62 en M62 modifiziert. De Franse M51-OTAN helm week het meest af van de oorspronkelijke M1, door een verder naar voren uitstekende voorrand en rechtere zijkanten

### M1 Parahelmet
Het Amerikaanse leger gebruikte een speciale M1-binnenhelm voor parachutisten. Deze had aan elke kant een ‘omgekeerde A’-vormige kinriem, met een voorgevormde lederen kinbeschermer. Op deze kinriem van de binnenhelm zaten drukknopen die vastgemaakt werden aan drukknopen op de tweedelige kinriem van de buitenhelm. Daardoor bleef de buitenhelm beter op zijn plaats bij plotselinge bewegingen.

### M3 Flakhelm en M5 Flakhelm
Tijdens de Tweede Wereldoorlog droegen de bemanningen van Amerikaanse bommenwerpers M1-helmen. Het grootste probleem hierbij was dat de helm niet over de hoofdtelefoons van een lederen vlieghelm paste. Bovendien was de M1 te groot voor gebruik in krappe ruimtes zoals geschutskoepels. Daarom werden in 1942 de M3 Flakhelm en M4 Flakhelm ingevoerd. De M4 Flakhelm of ‘Grow’-helm was een nieuw ontwerp speciaal voor personeel in krappe posities zoals geschutskoepels.
De M3 is een fabrieksmodificatie van de M1. Hij had geen binnenhelm, maar het binnenwerk was aan de stalen buitenhelm geklonken. De helm was voorzien van een lange lederen kinriem met snelsluiting. Aan de zijkanten waren grote uitsparingen aangebracht zodat de helm goed paste over een RAF C-type of USAAF A-11 vlieghelm met communicatieapparatuur. Boven de uitsparingen waren met scharnieren viltgevoerde ronde schelpvormige stalen kappen aangebracht die over de oorschelpen van de hoofdtelefoon pasten.
Om brandwonden te voorkomen, een risico bij het aanraken van blank metaal bij temperaturen ver onder nul op grote hoogten, werd de helm geverfd met een olijfgroene verf gemengd met zaagsel of soortgelijk materiaal.
Uit de M3 werd de M5 Flakhelm ontwikkeld, die meer bescherming bood bij de slapen door langere, druppelvormige, stalen beschermkappen over de hoofdtelefoon. De onderrand van de M5 was recht, in tegenstelling tot de naar buiten gebogen onderrand van de M1 en M3 Flakhelm.

### Parachutistenhelm M1A1LL
De M1A1LL-helm (ook wel FJ59-helm genoemd) werd in 1961 geïntroduceerd als de nieuwe helm voor de parachutisten van de Bundeswehr (‘LL’ staat voor ‘Luft-Landetruppen’ (luchtlandingstroepen)). Hieraan was een uitgebreid beproevingstraject voorafgegaan, waarbij vrijwel alle geteste modellen aanpassingen waren van de Duitse M38 Fallschirmjäger helm uit de Tweede Wereldoorlog.
De M1A1LL werd vervaardigd door de Duitse firma Schuberth en bestaat uit een metalen helm van hetzelfde model als de in 1958 ingevoerde Duitse M1A1 helm. Evenals de M1A1 heeft de M1A1LL parahelm geen losse binnenhelm maar een vast binnenwerk. Anders dan de gewone M1A1 heeft de M1A1LL een kinbandsysteem dat is afgeleid van van de Duitse M38 Fallschirmjäger helm uit de Tweede Wereldoorlog. De maat van het binnenwerk was niet verstelbaar: er waren verschillende vaste maten bechikbaar. De helm werd bij de Bundeswehr gebruikt totdat hij in de jaren ’90 vervangen werd door de M92 ballistische helm.
De M1A1LL is van de standaard M1-helm te onderscheiden door het kinbandsysteem en de aan de buitenzijde zichtbare koppen van de halfholle klinknagels waarmee het binnenwerk vastzit. De Duitse helmen waren uitgevoerd in “gelboliv” (RAL 6014).
De M1A1LL werd ook door de Nederlandse Krijgsmacht en de Belgische Krijgsmacht gebruikt.

## Nederland

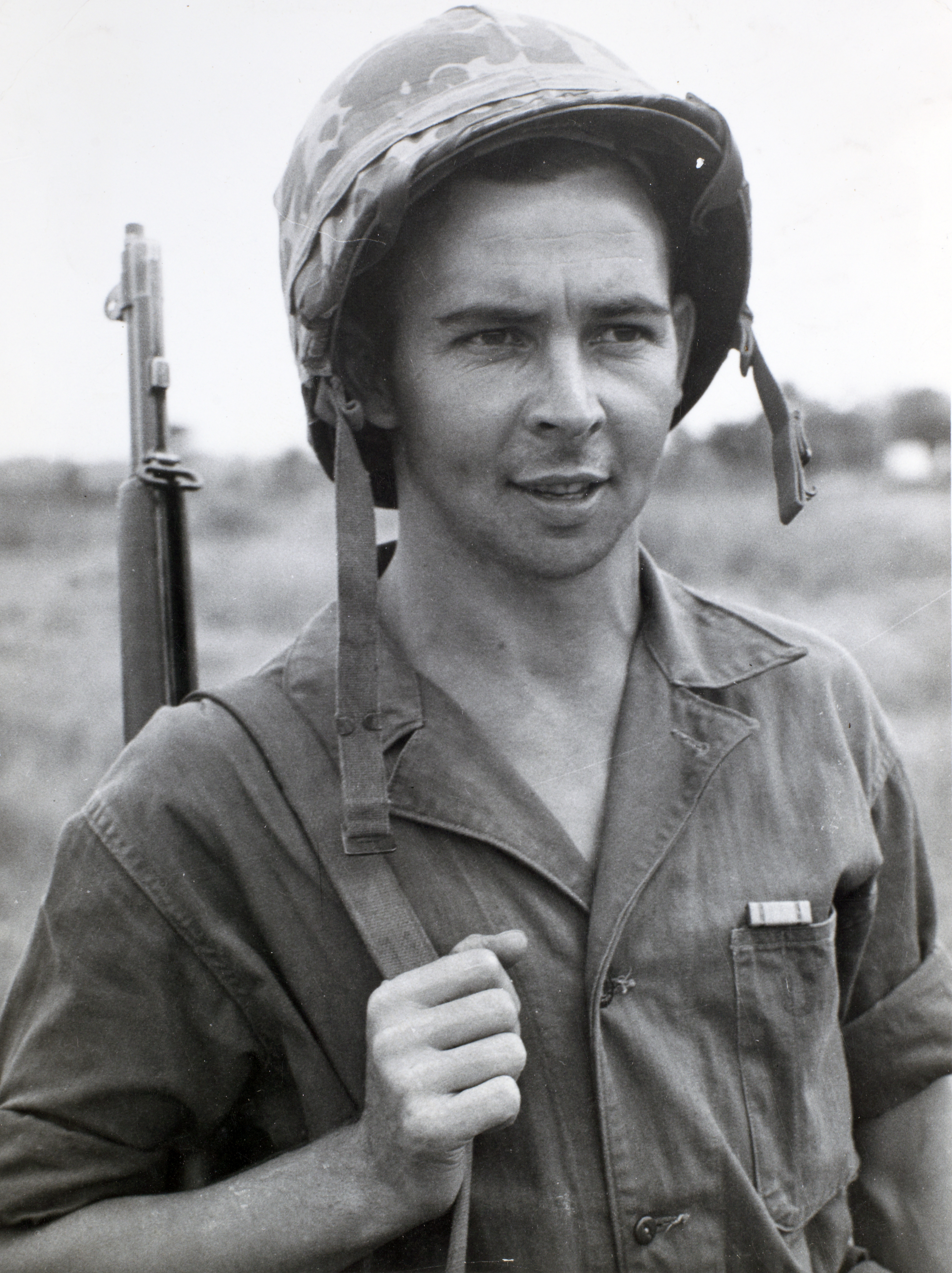
Korporaal Albert Hoeben RMWO van het Korps Mariniers draagt een Amerikaanse M1-helm met camouflage- overtrek (Nederlands-Indië, 1945-1947)

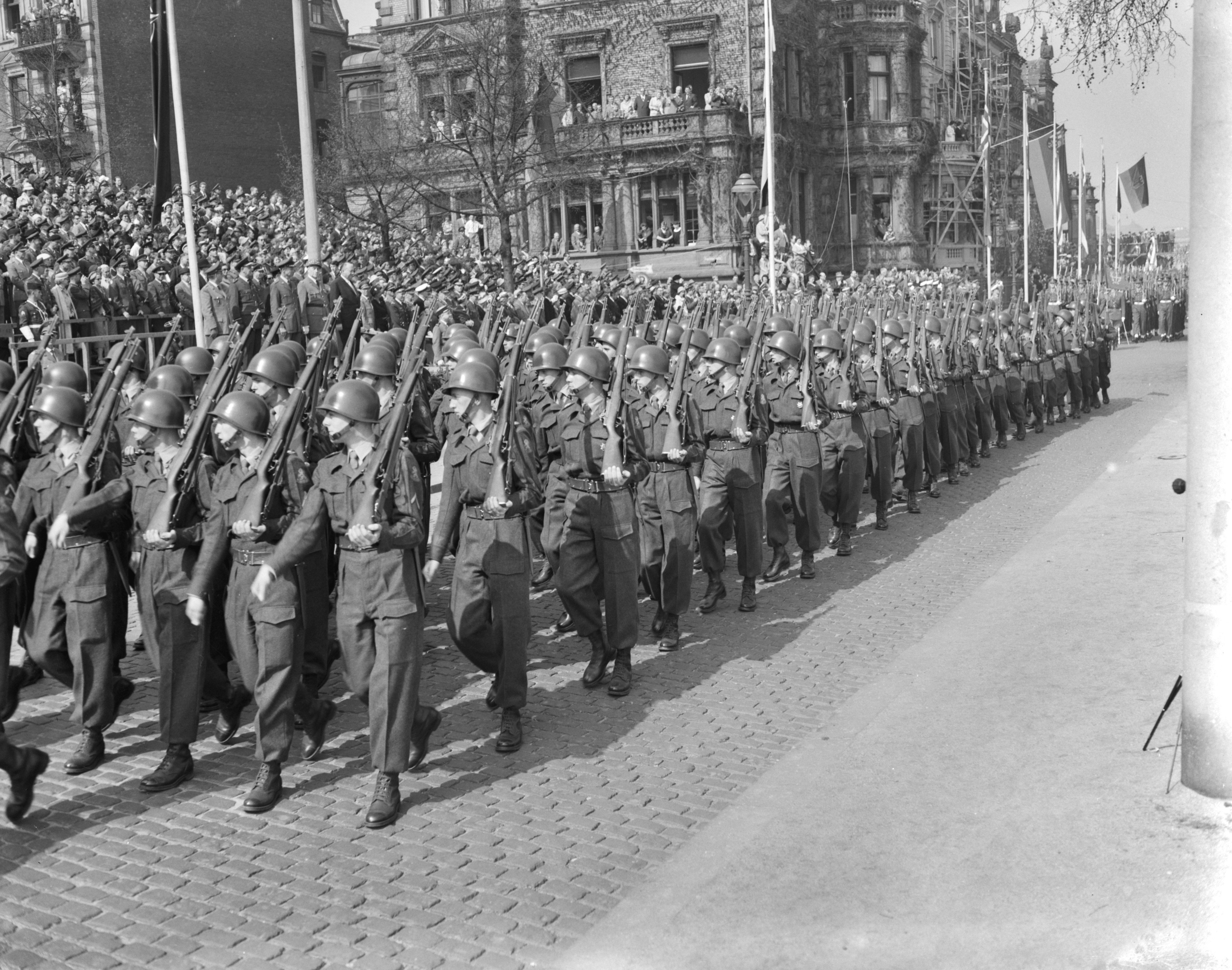
Nederlands detachement met M53 helmen tijdens een parade

### M1-helm
Een deel van de militairen van het Korps Mariniers waren vanaf 1943 in de Verenigde Staten uitgerust met Amerikaans materieel, inclusief de M1-helm. De mariniers bleven deze na de oorlog gebruiken totdat hij door de Nederlandse kopie M53 werd vervangen. De mariniers droegen in Nederlands-Indië helmovertrekken in het USMC Pacific camouflagepatroon (ook wel “frog skin” of “duck hunter” genoemd).

### M53-troepenhelm
De M53 Troepenhelm verving bij de Nederlandse Krijgsmacht vanaf 1953 de Engelse Mk II model, en bleef in gebruikt tot hij medio jaren '90 werd vervangen door de Gevechtshelm composiet M95. De helm stond ook bekend als de binnen-buitenhelm of bibuhelm.
De M53-troepenhelm is een kopie van de Amerikaanse helm M1. De eerste binnenhelmen waren gemaakt van laminaat, latere van plastic. De tweedelige helm weegt ongeveer 1,5 kg.
De tweedelige kinriem van de buitenhelm wordt gesloten met een ander type veiligheidsluiting (insteek) dan de M1. De smallere eendelige kinriem van de binnenhelm wordt op maat gemaakt en gesloten met een schuif-klemgesp. Het binnenwerk is van het Riddell-type, hetzelfde als van de M1. De helmen van het Korps Mariniers hadden een ander model binnenwerk, dat door de Marine Werkplaats werd aangebracht.
De binnenhelm werd vaak zonder buitenhelm gedragen, bijvoorbeeld door personeel van Koninklijke Marechaussee (in wit), schietbaanpersoneel, bij wachtdiensten, bij militaire ceremonies en parades. Ook werd de binnenhelm gedragen als veiligheidshelm bij vredesverplaatsingen achterin in militaire vrachtwagens.
Bij de Koninklijke Landmacht en Koninklijke Luchtmacht werd een stuk jute, gekleurd met bruine schoensmeer en groene blanco gebruikt als helmovertrek, meestal aangevuld met een helmnet, en vastgezet met een brede rubberen band gemaakt van autobinnenband. Bij sneeuw werd soms van witte doeken een helmovertrek gemaakt, of werden er witte stroken in het helmnet vastgemaakt. Veel militairen schaften zelf bij dumpzaken een ‘amerikaanse’ camouflageovertrek aan.
Pas bij de invoering van het “woodland” camouflagetenue in 1992 werd er een helmovertrek in het camouflage-patroon “woodland” in de uitrusting opgenomen.
De M53-troepenhelm werd in de jaren ‘90 vervangen door de Gevechtshelm composiet M95.

### Parahelm
Eind jaren '70 werd bij de Nederlandse krijgsmacht voor personeel dat bij het Korps Mariniers of het Korps Commandotroepen een parachutistenopleiding volgde de Duitse Parachutistenhelm M1A1LL ingevoerd, dezelfde helm die bij de Bundeswehr in gebruik was. Hij bleef tot eind jaren '80 in gebruik. De Nederlandse helmen waren uitgevoerd in dezelfde kleur als de Duitse; de kleur werd in Nederland legergroen genoemd.

## België
De Belgische Helm NATO 1951/Casque OTAN 1951 met binnenhelm (fr: ‘sous casque’ of ‘coiffe’) is een getrouwe kopie van de Amerikaanse M1-helm.
De helm verving de Belgische Helm Model 49/Casque Modèle 49, een kopie van de "Engelse helm", het model Mark II. Deze werd ook wel FN 49 genoemd, hoewel FN - Fabrique Nationale - niet betrokken was bij de vervaardiging ervan. De Mark II was bij de Belgische troepen in Groot-Brittannië ingevoerd, en was als zodanig de opvolger van de Helm Model 31/Casque Modèle 31-helm, een kopie van de Franse Modèle 26 ‘Adrian’.
Voor zover bekend werden er van rijkswege geen helmovertrekken verstrekt voor de Helm NATO 1951/Casque OTAN 1951. Als helmovertrek voor de M51-helm werd een stuk jute, gekleurd met bruine schoensmeer en groene blanco gebruikt, vastgezet met een brede rubberen band gemaakt van autobinnenband. Ook werden er zelfgemaakte of in dumpzaken gekochte helmovertrekken gebruikt.
De Helm NATO 1951 werd in de jaren ‘90 vervangen door de Kevlar-helm

### Paracommandohelm M71
Rond 1972 vervingen het Belgische Regiment Para-Commando haar oude Britse Helmet Steel Airborne Troop (HSAT) parahelmen, die ze gebruikten sinds de oorlog door de Parachutistenhelm M1A1LL. De Belgische versie werd Paracommandohelm M71 (fr: Casque Para-commando M71) genoemd en is voorzien van een moderner binnenwerk dan de Duitse versie, nl. hetzelfde binnenwerk dat in de Franse Casque F1 (of Casque modèle 1978) helm gebruikt wordt. De Belgische helmen waren uitgevoerd in NAVO olijfgroen/olive OTAN (RAL 7013), en aan de linkerkant was een Belgische vlag aangebracht.

## Afbeeldingen

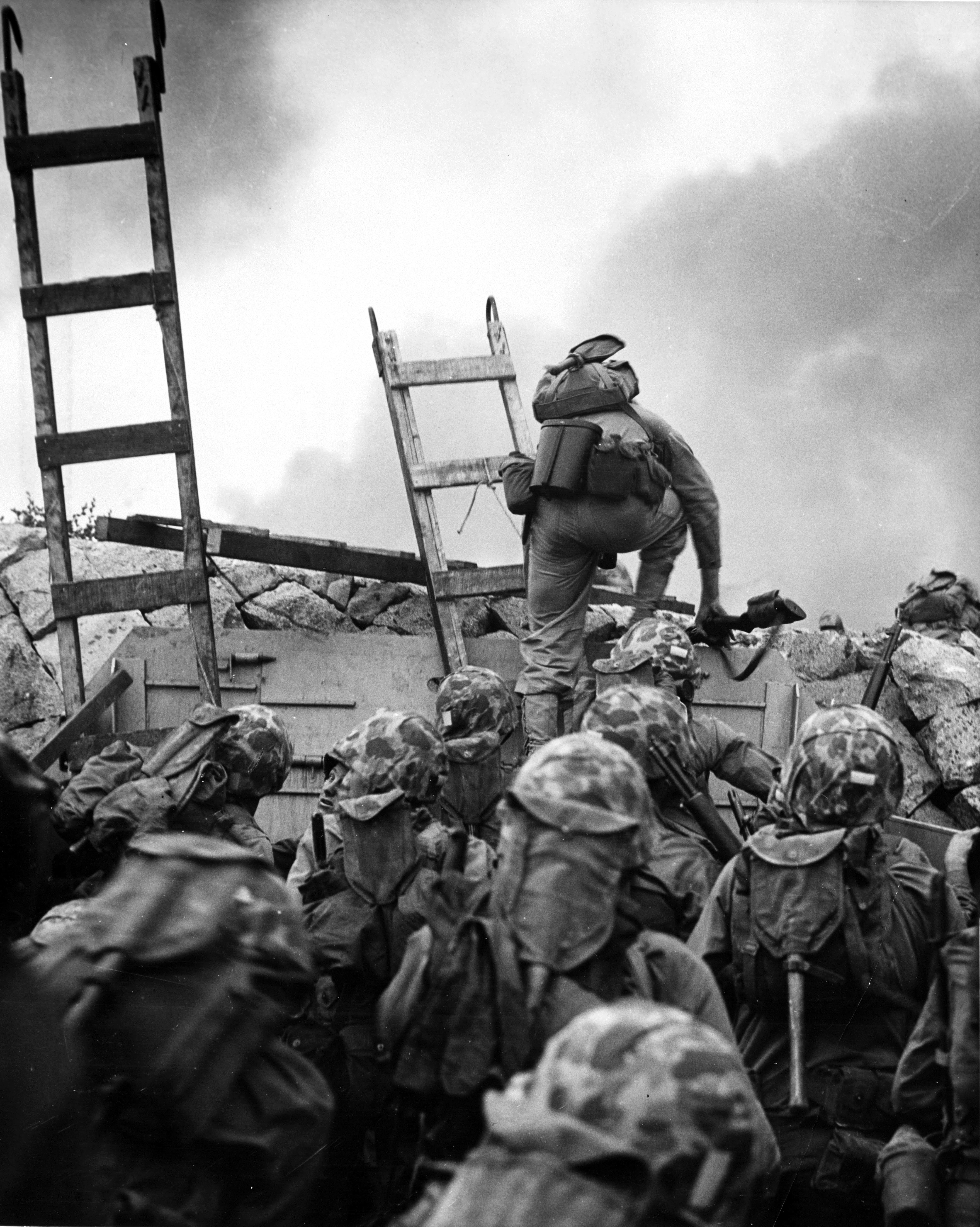
US Marines tijdens de Slag bij Incheon tijdens de Koreaanse Oorlog in 1950 met M1-helmen met camouflage overtrek.
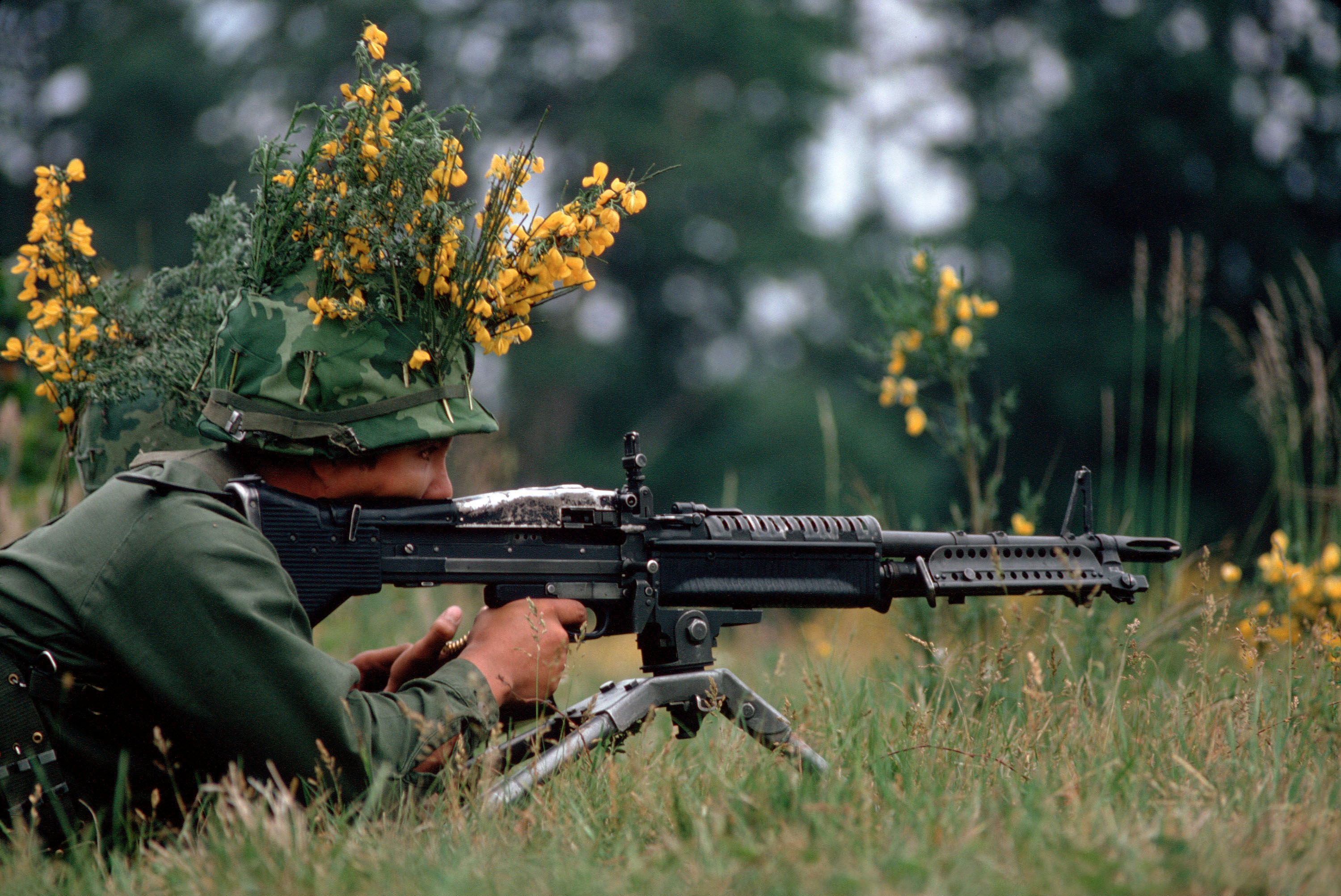
Amerikaanse soldaat met M1-helm met camouflageovertrek waar extra natuurlijk camouflagemateriaal in gestoken is.
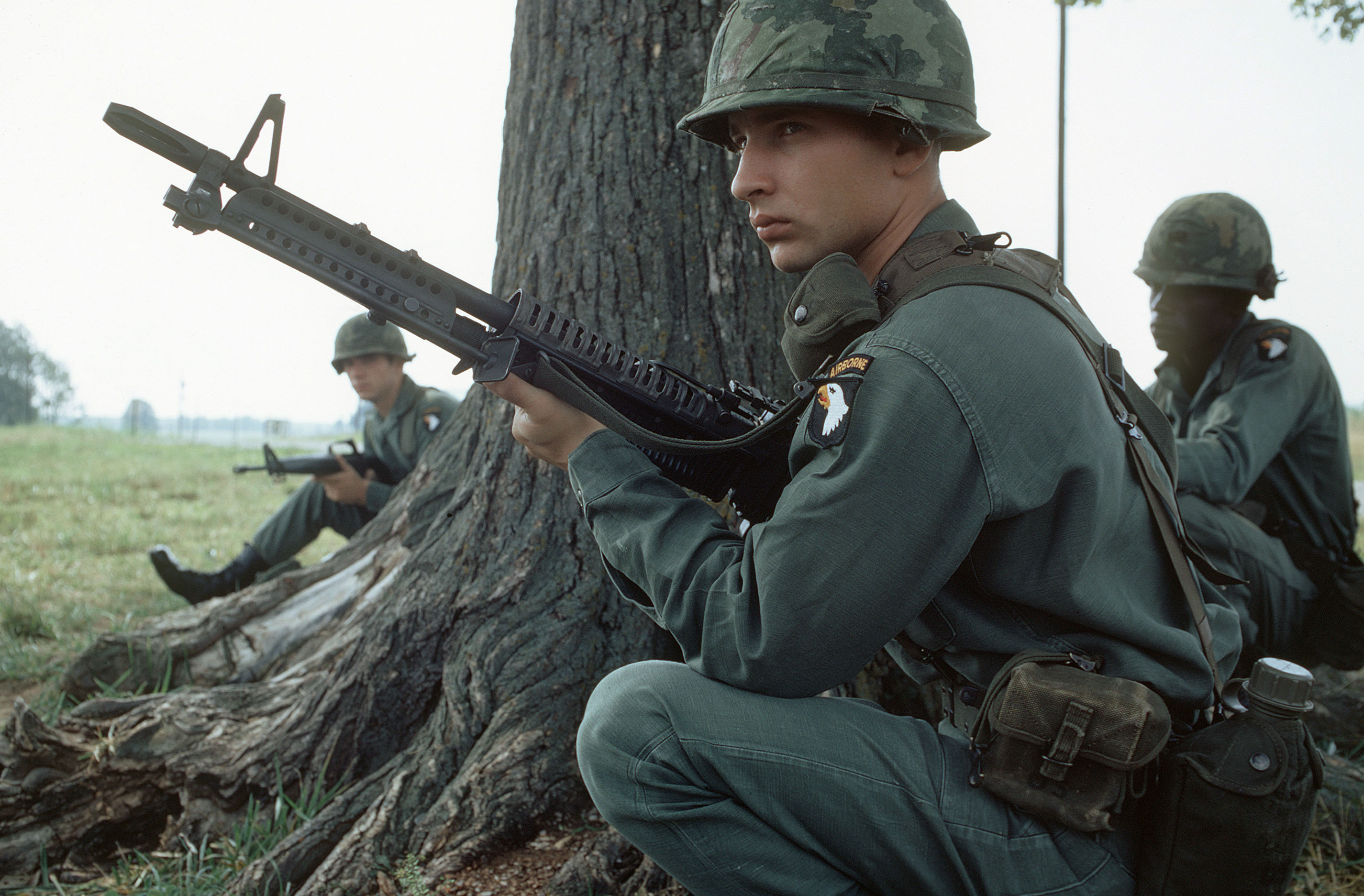
Amerikaanse soldaten met M1-helmen (1972)
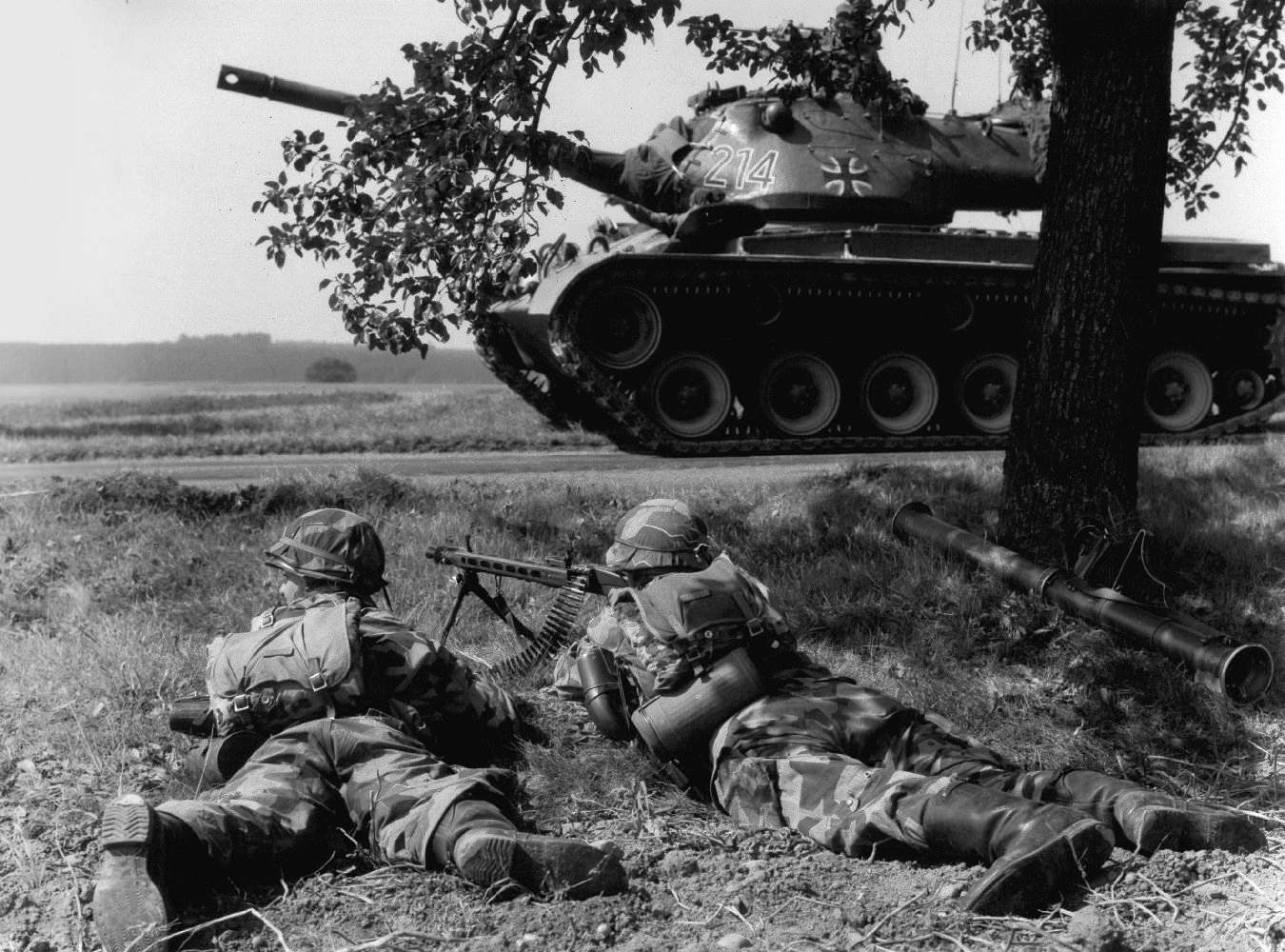
Soldaten van de Bundeswehr in 1960 in gevechtskleding in ‘Splittertarn M55’ camouflagepatroon met M1A1-helm met ‘Splittertarn M55’ helmovertrek
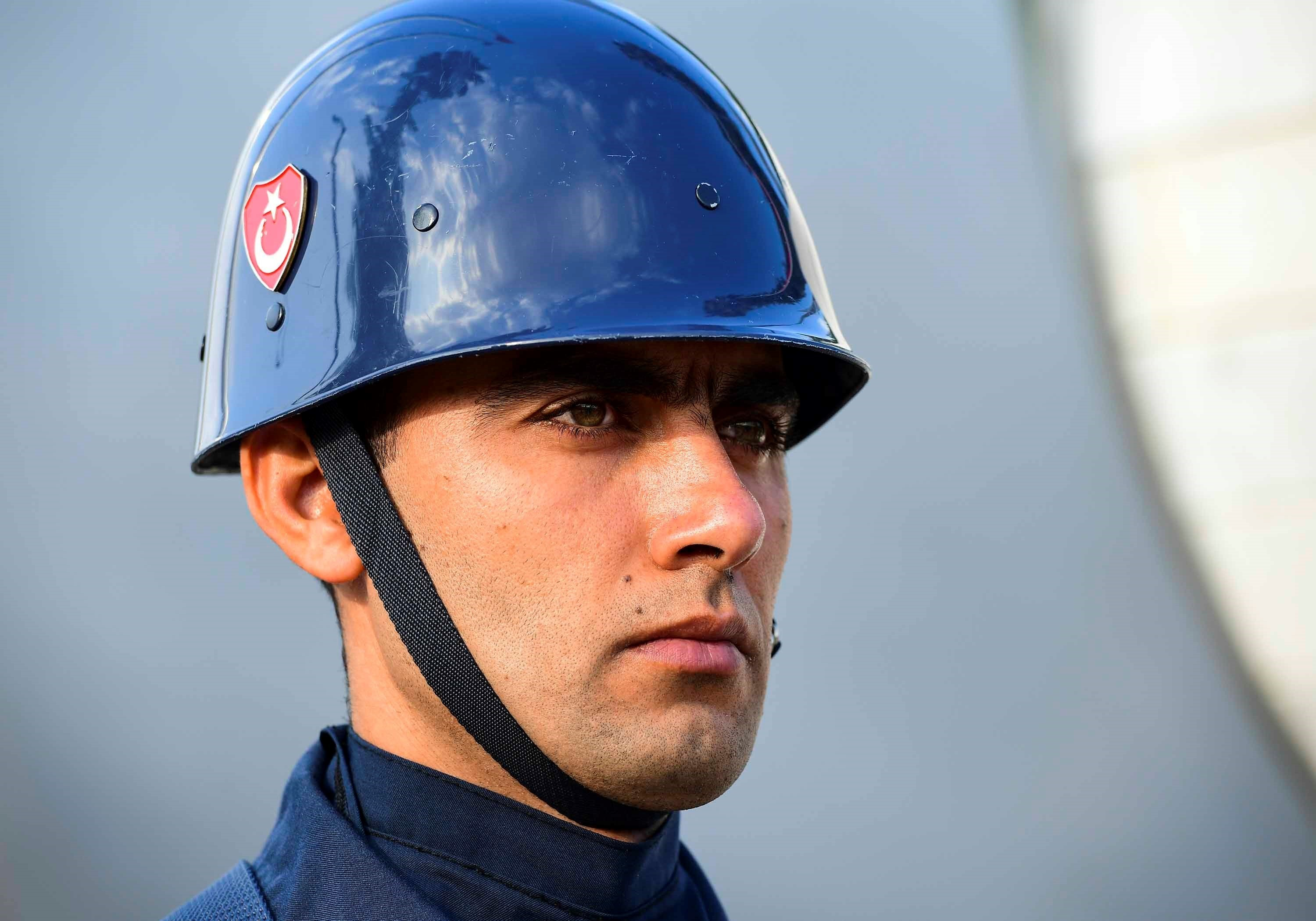
Militair van de Turkse luchtmacht met binnenhelm als erewacht bij het mausoleum van Mustafa Kemal Atatürk in Anıtkabir